# Трубникова, Анна Алексеевна
Трубникова Анна Алексеевна (род. 20 мая 1996 года, Санкт-Петербург) — российская гимнастка, мастер спорта международного класса, член сборной России.

## Биография
Начала заниматься гимнастикой в возрасте четырех лет. После перешла к Марине Соловьевой, потом начала работать с Галиной Улановой.
В 2009 году на Анну обратила внимание главный тренер сборной России Ирина Винер. Спустя два года стала чемпионкой Европы среди юниоров под руководством Ирины Быстровой и Елены Петуниной.
Победитель чемпионата России в командном первенстве и бронзовый призер в многоборье (2012 год), многократный призер чемпионатов России в индивидуальных видах.
Победительница и призер этапов Гран-При 2013 года (Москва, Холон, Каламата), Кубка мира в Софии. Участник Всемирных Игр 2013 года в Колумбии.
Победительница Кубка Санкт-Петербурга 2014 года.
Победительница Гимназиады в Катаре, Евроазиатских игр в Казани, турниров в Марбелье, Брно, Будапеште, Тарту, Щецине.
Тренируется в Санкт-Петербурге у Галины Улановой и в Новогорске у Амины Зариповой.
В 2014 году поступила в НГУ им. П.Ф. Лесгафта.